# کمک‌های ایران به جمهوری آذربایجان
کمک‌های ایران به جمهوری آذربایجان به مجموعه کمک‌های اقتصادی و بشردوستانه و بلاعوض ایران به جمهوری آذربایجان پس از فروپاشی اتحاد جماهیر شوروی گفته می‌شود که تا امروز نیز ادامه یافته‌است. بخش اعظم این کمک‌ها از طریق کمیتهٔ امداد امام خمینی به این کشور ارسال می‌گردد و زیر نظر معاونت نخست‌وزیری در امور بشر دوستانه این کشور است.
کمک‌های کمیتهٔ امداد امام خمینی ایران به جمهوری آذربایجان و ارسال جهيزيه به این کشور در سال‌های دههٔ هشتاد خورشیدی در حالی صورت می‌گرفت که متوسط سرانهٔ تولید ناخالص داخلی جمهوری آذربایجان بیش از ۱٬۰۰۰ دلار بالاتر از ایران بود. همچنین نرخ رشد اقتصادی جمهوری آذربایجان در سال ۲۰۱۱ حدود ۷ درصد بیشتر از ایران بوده و رشد تولید ناخالص داخلی این کشور حدود ۹ درصد بالاتر از ایران است.
جمهوری آذربایجان پس از دریافت کمک‌های ایران، اسرائیل را به رسمیت شناخت، سهم ایران از کنسرسیوم بهره‌برداری نفت آذربایجان را حذف کرده و به ترکیه داد و در جاسوسی و ارائهٔ پایگاه نظامی علیه ایران و ترور دانشمندان هسته‌ای ایران با اسرائیل مشارکت کرد.

## برخی کمک‌های بلاعوض ایران
- در سال‌های درگیری میان آذربایجان و ارمنستان کمک‌های ایران به بهبود اوضاع اهالی آذربایجان، خصوصاً در نخجوان کمک فراوانی کرد. کمیتهٔ امداد امام خمینی بیش از ۳۰٬۰۰۰ نفر را در آن کشور تحت پوشش قرار داده‌است. مجموعه کمک‌های ایران در زمان جنگ قره‌باغ، ده‌ها میلیون دلار تخمین زده می‌شود.[۵]
- بنابر اظهارات محسن رضایی، وی خبر از حضور تعداد زیادی مبارز ایرانی در جریان جنگ قره‌باغ در حمایت از نیروهای آذری و کشته شدن تعداد قابل توجهی از آن‌ها.[۶]
- ارسال گاز، برق و کالاهای اساسی زندگی از ایران به جمهوری آذربایجان در خلال جنگ قره‌باغ که در آن زمان آذربایجان به موجب محاصره از جانب نیروهای ارمنستانی، توان تأمین مایحتاج اساسی خود را نداشت.[۶]
- ایجاد ارتباط زمینی بین کشور اصلی جمهوری آذربایجان و منطقهٔ نخجوان از طریق خاک ایران.[۶]
- لغو یکطرفه روادید از تاریخ ۱۲ بهمن ۱۳۸۸ از جانب ایران.[۶]

## کمک‌های نظامی ایران در جنگ قره‌باغ (۱۳۷۱)
هاشمی رفسنجانی در خاطرات خود به بخشی از کمک‌های ایران به جمهوری آذربایجان اشاره می‌کند:
«تلفنی به [آقای ولایتی] وزیر امور خارجه گفتم می‌توانند برای عبور رزمندگان افغانی به آذربایجان اقدام کنند. دو طرف خواسته‌اند، سلاح و مهمات بدهند و برای حفاظت سایت سد خداآفرین در آذربایجان در مقابل ارامنه اقدام کنند. آقای فروزنده، [وزیر دفاع]، اطلاع داد که معاملهٔ سی میلیون دلاری سلاح و مهمات با آذری‌ها انجام شده‌است.»
«آقای [محمود] واعظی، [معاون وزیر امور خارجه] اجازه گرفت که با مذاکرهٔ تلفنی رئیس‌جمهور ارمنستان با من که تقاضا دادند، موافقت کنند؛ گفتم به شرط اینکه در تلفن بپذیرد انعطافی در تهاجم نظامی ارامنه به آذربایجان بشود. پیام آمریکا توسط سوئیس دربارهٔ تجمع نیروهای ایران در مرز جمهوری آذربایجان را خواند که خواسته بودند دخالت نظامی نکنیم؛ گفتم که جواب بدهند.»
«عصر تلفنی با آقای حیدر علی‌اف، کفیل ریاست جمهوری آذربایجان حرف زدیم. از کمک‌های ما تشکر داشت و گفت ۱۱ مهر انتخابات دارند.»
به گزارش گروه دفاع و امنیت مشرق به نقل از جهان، یک مقام عالی‌رتبهٔ پیشین ایرانی فاش کرد: «فرماندهان سپاه پاسداران انقلاب اسلامی ایران در زمان جنگ قره‌باغ به جمهوری آذربایجان اعزام شدند و به تعلیم مبارزان و نظامیان این جمهوری پرداختند. اما زمانی که حیدرعلی‌اف رئیس‌جمهور پیشین جمهوری آذربایجان دید که فرماندهان سپاه محاسن دارند و نماز به پا می‌دارند، آن‌ها را از جمهوری آذربایجان بازگرداند.»
منصور حقیقت‌پور، یکی از فرماندهان سپاه پاسداران در تارنمای رسمی خود دربارهٔ معرفی خود این چنین می‌نویسد:
«قریب دوسال به عنوان مشاور نظامی در آذربایجان مستقر و در جهت آموزش و تجهیز ارتش آذربایجان خصوصاً در مقطع جنگ قره‌باغ انجام وظیفه می‌نمایند که در این مقطع بیشترین همکاری دفاعی و آموزشی فی‌مابین ایران و جمهوری آذربایجان به وقوع می‌پیوندد.»+فیلم آموزش نظامی رزمندگان آذری توسط سپاه پاسداران انقلاب اسلامی
نورالدین خوجا یکی از فرماندهان جمهوری آذربایجان طی گفت‌وگویی که با سایت اینترپرس جمهوری آذربایجان انجام داده‌است، در پاسخ به این سؤال خبرنگار که آیا از همسایگان هم کسی به ما کمک کرد گفت: «در حوادث «زنگیلان» از ایران در خواست کمک کردیم؛ اگر در آن دوره آتش توپخانهٔ ایران نبود مردم زنگیلان با کشتار مواجه می‌شدند.»
«غلام عسگر کریمیان» یکی از فرماندهان سپاه پاسداران در نشست خبری به مناسبت دوم اردیبهشت (سالروز تأسیس سپاه پاسداران) گفت:
«جنگ قره‌باغ را از مظلومیت‌های ایران خواند. در بالاترین سطح به دولت آذربایجان کمک کردیم ولی برخی با منظورهای خاص تلاش کردند آن را بیان نکنند.»
«در اسفند ۹۱ محسن رضایی، از فرماندهٔ پیشین سپاه پاسداران در مصاحبه با خبرنگاران در تبریز فاش ساختند، تعداد زیادی ایرانی در جریان حمایت از جمهوری آذربایجان در جنگ قره‌باغ شهید شدند و ایران از کمک‌ها و آموزشهای نظامی به جمهوری آذربایجان در جریان این مناقشه قره‌باغ دریغ نکرده‌است.»
سردار کبیری مستشار نظامی ایران در زمان جنگ قره باغ هم در اجلاس «اسلام توپراغی» در این باره گفت: جمهوری اسلامی ایران در مقطع جنگ قره‌باغ کمک‌های لجستیکی، پشتیبانی، آموزشی و سیاسی خود را از دولت و ملت مسلمان جمهوری آذربایجان دریغ نکرد و یکی از موارد کمک مستقیم به آذربایجان، فروش سلاح به ارزش ۲۵میلیون دلار در همان سال است؛ همچنین بر اساس تفاهم‌نامه موجود میان دولت ایران و دولت آذربایجان هشت هزار نیروی آذری تحت نظر مربیان ایرانی آموزش نظامی دیدند که در مانور آموزشی این نیروها مرحوم حیدرعلی‌اف چند بار حضور یافت.
مشاور عالی استاندار آذربایجان شرقی با ذکر این نکته که متأسفانه جمهوری اسلامی ایران بعدها در رسانه‌های جمعی جمهوری آذربایجان به طرفداری از قوای ارمنی در این محاربه متهم شد، دلیل این فضاسازی را دست‌های پشت پرده‌ای عنوان کرد که در صدد دورکردن ایران از آذربایجان و بالعکس هستند.

## کشته‌های ایرانی جنگ قره‌باغ
در سال ۱۳۷۲ ه‍.ش هواپیمای ایرانی از سوی قوای ارمنی در منطقهٔ «خان‌کندی» ساقط می‌شود. مسافران این هواپیما خانواده‌های دیپلمات‌های ایرانی بودند که شب عید نوروز از مسکو به ایران برمی‌گشتند. این حادثهٔ منجر به کشته شدن ۳۲ نفر از مسافران این پرواز شده و ۲ نفر از این مسافران که کودک بودند، به همراه مادران خود در یک مزار به خاک سپرده می‌شوند.

## انتقال نیروهای افغانستانی به جمهوری آذربایجان
در جریان جنگ قره‌باغ ایران در کنار آموزش هزاران نفر از نیروهای نظامی ارتش جمهوری آذربایجان، تعدادی از نیروهای افغانستانی تحت فرماندهی گلبدین حکمتیار را نیز به جمهوری آذربایجان انتقال داد.

## اختصاص ۵۰۰ میلیون دلار اعتبار
در سال ۱۳۷۱ ایران ۵۰۰ میلیون دلار اعتبار برای خرید کالاهای ایرانی در اختیار جمهوری آذربایجان قرار داد.

## قرار داد صلح بین ارمنستان و جمهوری آذربایجان به ابتکار ایران
در اردبهشت ۱۳۷۱ و به ابتکار ایران قرار داد صلحی بین جمهوری آذربایجان و ارمنستان در تهران به امضا رسید.